# 信·中国
《信·中国》（Trust In China）是中国中央电视台制作的人文艺术类节目。该节目以书信为载体，从2000多封由中国共产党党员撰写的书信中选出50多组，并邀请60多位文艺工作者担任“明星信使”阅读书信，以传递“信仰、信念、信守、自信”的理念。该节目于2018年3月9日在中国中央电视台综合频道播出，至6月18日播毕。

## 制作与播出

### 制作背景及节目名
朱军在1997年担任节目主持后，他在人生近四分之一的时间里收到大量的观众来信，这让朱军感受到书信的力量，于是朱军便有了制作以书信为主题的节目的想法。而节目名《信中国》也由朱军所写。

### 制作流程及特色
该节目的策划时间长达8个月，录制时间共4个月。节目组从2000多封中国共产党党员书信中挑选出50多组，时间跨度包括建党初期、抗战时期到中华人民共和国成立初期、改革开放直至21世纪，期间也曾向博物馆、资料馆写介绍信，以从博物馆、资料馆获取书信，并进行简单分类。节目组邀请60多位文艺工作者担任“明星信使”阅读书信，包括李幼斌、唐国强、吴京、徐峥、黄渤、陈建斌、蒋勤勤、刘涛、陶虹等。而主持人朱军则兼任节目制作人，是朱军第一次担任独立制作人的转型之作。
在节目制作上，节目还采用潘多拉魔盒立体投影技术，为观众呈现裸眼立体3D的视觉效果，在中国大陆节目上尚属首次。

### 前期宣传及播出
2017年12月25日，该节目推出节目首支宣传片，之后于2018年1月在纽约、北京、台北、香港等地投放户外广告，其中在台北投放的广告播出未到两天被要求停止播出（详见“争议”一节）。而该节目原定于2018年1月5日开播，也由于这一原因改为3月9日20:00开播。

## 分期概览
| 期数 | 首播日期      | 信使               | 信件                                                             | 写信人                               | 年份   |
| ---- | ------------- | ------------------ | ---------------------------------------------------------------- | ------------------------------------ | ------ |
| 1    | 2018年3月9日  | 杨烁               | 写给好友的借钱信                                                 | 朱德                                 | 1937年 |
| 1    | 2018年3月9日  | 杨洋、张少华       | 黄继光在朝鲜战场写给母亲的信                                     | 黄继光、邓芳芝                       | 1952年 |
| 1    | 2018年3月9日  | 蒋勤勤             | 在渣滓洞狱中的托孤信                                             | 江竹筠                               | 1949年 |
| 1    | 2018年3月9日  | 唐国强             | 写给日本侵略者的信                                               | 聂荣臻                               | 1940年 |
| 2    | 2018年3月16日 | 黄渤               | 写在香烟纸上的求救信                                             | 钱学森                               | 1955年 |
| 2    | 2018年3月16日 | 王俊凯             | 一位年轻烈士写给未婚妻的情书                                     | 成贻宾                               | 1949年 |
| 2    | 2018年3月16日 | 李光洁             | 写给妻子杨之华的情书                                             | 瞿秋白                               | 1929年 |
| 2    | 2018年3月16日 | 蒋欣               | 进疆女兵写给恋人王盛基的情书                                     | 金茂芳                               | 1955年 |
| 3    | 2018年3月23日 | 陈晓               | 致全美中国留学生的一封公开信                                     | 朱光亚                               | 1951年 |
| 3    | 2018年3月23日 | 魏大勋             | 小战士在抗洪间歇跟母亲“撒谎”后写下的一封信                       | 张钊                                 | 2017年 |
| 3    | 2018年3月23日 | 刘涛               | 在狱中写给孩子的遗书                                             | 赵一曼                               | 1936年 |
| 3    | 2018年3月23日 | 张嘉译             | 大国工匠李万君的父亲写给他的一封信                               | 李世忠                               | 1989年 |
| 4    | 2018年3月30日 | 张艺兴             | 临刑前写给弟弟妹妹的诀别信                                       | 史砚芬                               | 1928年 |
| 4    | 2018年3月30日 | 张铎、于朦胧、范明 | 写给家人的家书                                                   | 驻马里维和官兵张宝磊、杨大为、潘明春 | 2016年 |
| 4    | 2018年3月30日 | 王丽坤             | 舰载机驾驶员张超的妻子在丈夫牺牲后写给丈夫的一封信               | 张亚                                 | 2016年 |
| 5    | 2018年4月5日  | 韩雪               | 写给毛泽东、弟弟等亲人的信                                       | 杨开慧                               | 1929年 |
| 5    | 2018年4月5日  | 李幼斌             | 司令在战场上写给妻子的信                                         | 彭雪枫                               | 1944年 |
| 5    | 2018年4月5日  | 吴京               | “贺函帮助罗子君成长”的励志书信                                   | 胡孟晋                               | 1939年 |
| 5    | 2018年4月5日  | 沙溢、胡可         | 牺牲前四天写给妻子的最后一封信、临刑前写给孩子的绝笔信           | 陈觉、赵云霄                         | 1925年 |
| 6    | 2018年4月13日 | 常远               | 写给老友的一封回信                                               | 马三立                               | 1989年 |
| 6    | 2018年4月13日 | 王源               | 在战斗前线写给父母的信                                           | 程雄                                 | 1937年 |
| 6    | 2018年4月13日 | 马苏               | 南侨机工写给父母的告别信                                         | 白雪樵                               | 1939年 |
| 6    | 2018年4月13日 | 张若昀             | 写给表舅向三立的回信                                             | 毛岸英                               | 1949年 |
| 7    | 2018年4月20日 | 邓伦               | 在狱中写给父亲和妻子的诀别信                                     | 何功伟                               | 1941年 |
| 7    | 2018年4月20日 | 黄磊               | 写给15岁时才第一次见到自己的大女儿任远志的信                     | 任弼时                               | 1947年 |
| 7    | 2018年4月20日 | 郎朗               | 淞沪会战打响后离开上海时写给母亲的信                             | 冼星海                               | 1937年 |
| 7    | 2018年4月20日 | 陈建斌             | 写给儿子拒绝他们来京的信                                         | 谢觉哉                               | 1950年 |
| 8    | 2018年5月2日  | 谷智鑫             | 写给《人民日报》表扬北京市两位党员副市长跟工人一起掏粪的信       | 时传祥                               | 1959年 |
| 8    | 2018年5月2日  | 王学圻             | 得知将被授予大将军衔，写给军委毛主席和各位副主席主动要求降衔的信 | 许光达                               | 1955年 |
| 8    | 2018年5月2日  | 董子健             | 20岁写信给父母阐述自己的择偶标准                                 | 麻植                                 | 1925年 |
| 8    | 2018年5月2日  | 保剑锋             | 写给妻子的第55封信                                               | 陈毅安                               | 1926年 |
| 9    | 2018年5月11日 | 宋佳               | 汶川地震期间十三位军医院的护士一封联名信                         | 武汉军医赴青川医疗队                 | 2008年 |
| 9    | 2018年5月11日 | 徐峥、陶虹         | 空军特级飞行员在汶川地震救灾期间与妻子的往来信件                 | 衣国玲、李钢                         | 2008年 |
| 9    | 2018年5月11日 | 侯勇               | 在国庆中秋双节前写给新兵战友的信                                 | 韩卫国                               | 2017年 |
| 9    | 2018年5月11日 | 李亚鹏             | 写给台湾地区领导人（中华民国总统）蒋经国的信                     | 廖承志                               | 1987年 |
| 10   | 2018年5月18日 | 林永健             | 援疆干部武兴旺在新疆写给女儿的一封信                             | 武兴旺                               | 2017年 |
| 10   | 2018年5月18日 | 易烊千玺           | 参军八年后写给家里的两个哥哥的一封信                             | 冯廷锴                               | 1946年 |
| 10   | 2018年5月18日 | 罗晋               | 在扁担银行中担任行长助手离家六年以后写给叔父的一封信             | 高捷成                               | 1937年 |
| 10   | 2018年5月18日 | 王迅               | 在狱中写下的几封寻子信                                           | 刘伯坚                               | 1935年 |
| 11   | 2018年5月25日 | 王刚、朱一龙       | 奋战在一线的公安民警写给自己特警儿子的一封信                     | 张留成、张劼                         | 2016年 |
| 11   | 2018年5月25日 | 关晓彤、方青卓     | 八一飞行表演大队的中队长在国庆阅兵任务前写给自己父母的一封信     | 余旭、余旭母亲                       | 2009年 |
| 11   | 2018年5月25日 | 張國強             | 在新中国成立前被关在南昌军法处看守所时写给党中央的一封信         | 方志敏                               | 1935年 |
| 11   | 2018年5月25日 | 蒋大为             | 茅台酒厂的首席酿造师写给他的三个小孙子的一封信                   | 严刚                                 | 2017年 |
| 12   | 2018年6月18日 | 吴刚、岳秀清       | 互诉思念的信                                                     | 周恩来、邓颖超                       | 1988年 |
| 12   | 2018年6月18日 | 俞敏洪、刘奕君     | 白求恩去世前一天写给聂司令员的一封嘱托信（英文）                 | 白求恩                               | 1939年 |
| 12   | 2018年6月18日 | 任重               | 被捕入狱时写给母亲、大姐以及妻子的三封信                         | 夏明翰                               | 1928年 |
| 12   | 2018年6月18日 | 朱军               | 写给未来、写给三年后的自己的信                                   | 朱军                                 | 2018年 |

## 收视率
以下为《信·中国》在央视一套首播时的收视率，数据来源于索福瑞媒介研究有限公司的CSM52城市网、CSM全国网数据：
| 中国大陆 央视一套 首播收视率 |               |        |          |       |           |           |           |                                                                 |
| 集數                         | 播出日期      | CSM52  | CSM52    | CSM52 | CSM全国网 | CSM全国网 | CSM全国网 | 備註                                                            |
| 集數                         | 播出日期      | 收視率 | 收視份額 | 排名  | 收視率    | 收視份額  | 排名      | 備註                                                            |
| 1                            | 2018年3月9日  | 1.066  | 3.52     | 5     | 0.93      | 3.06      | 2         | 开播                                                            |
| 2                            | 2018年3月16日 | 0.296  | 3.024    | 5     | 0.97      | 3.18      | 2         |                                                                 |
| 3                            | 2018年3月23日 | 0.276  | 2.465    | 9     | 0.75      | 2.53      | 4         |                                                                 |
| 4                            | 2018年3月30日 | 0.691  | 2.352    | 11    | 0.68      | 2.32      | 8         |                                                                 |
| 5                            | 2018年4月5日  | 0.953  | 3.203    | 2     | 0.84      | 2.89      | 4         | 因清明节频道特别编排提前至4月5日播出                            |
| 6                            | 2018年4月13日 | 0.728  | 2.449    | 7     | 0.7       | 2.38      | 7         |                                                                 |
| 7                            | 2018年4月20日 | 0.67   | 2.313    | 8     | 0.51      | 1.76      | 11        |                                                                 |
| 8                            | 2018年5月2日  | 0.63   | 2.288    | 4     | 0.51      | 1.87      | 5         | 因劳动节频道特别编排延期至5月2日播出                            |
|                              | 2018年5月4日  |        |          |       |           |           |           | 因播出《筑梦新时代—2018五月的鲜花全国大中学生文艺汇演》暂停播出 |
| 9                            | 2018年5月11日 | 0.799  | 2.879    | 6     | 0.65      | 2.35      | 6         |                                                                 |
| 10                           | 2018年5月18日 | 0.729  | 2.728    | 7     | 0.57      | 2.19      | 9         |                                                                 |
| 11                           | 2018年5月25日 | 0.975  | 2.997    | 5     | 0.68      | 2.5       | 7         |                                                                 |
|                              | 2018年6月1日  |        |          |       |           |           |           | 因播出《2018年六一晚会》暂停播出                                |
|                              | 2018年6月8日  |        |          |       |           |           |           | 因播出《非遗公开课》暂停播出                                    |
| 12                           | 2018年6月18日 | 0.489  | 1.991    | 4     | 0.47      | 1.71      | 6         |                                                                 |

1. 数据由广视索福瑞提供，调查范围为四岁以上之观众。
2. 以上收视排名包括央视在内。
3. 资料来源：新浪微博卫视这些事儿

## 反响与评价
该节目开播之后引发网友广泛关注，新浪微博话题“#CCTV信中国#”阅读量达1.7亿，“信中国首播”、“杨洋读黄继光家书”等多个话题也登上微博热搜。一些中国共产党党员在观后也对此作出评价，其中中国人民大学新闻学院党委书记周勇表示，《信中国》在选材方面有“大题材的格局视野”，呈现于舞台的是“理应受到更多关注的信件”；在诵读方面又有“小细节的真情流露”，“于一封封被鲜活演绎的书信里读懂中国故事和中国情感”；中共广州市委宣传部副部长朱小燚表示，节目以喜闻乐见的方式与广大党员和群众进行了有效的沟通，也让观众看见了“初心与使命”；京东集团党委书记龙正宝评价该节目为“一堂最好看的党课”。
上海《文汇报》评论称：“让观众在‘书信的历史’里看见人性的光辉、时代的变迁。重温书信会知我们如何走到今日，铭记历史才是对民族最大的敬意”。

## 争议

### 宣传片在台北被禁播
2018年1月2日，该节目在台湾台北市西門町漢中街116號8樓一處大型熒幕看板播放15秒的節目宣传片。根据央视的说法，选择在台北投放广告是因为「台灣民眾看了也會喜歡」，“让更多台湾民众了解这个节目”。但《自由时报》报道称，该广告有统战之嫌，涉嫌违反《两岸人民关系条例》，随后陆委会决定紧急叫停该广告的播出。陆委会副主委邱垂正表示，称该广告未经许可投放，相关部门会依法处理。根据《两岸人民关系条例》第34條及相關許可辦法規定，中國大陸在台從事廣告活動，广告內容不得“為中共從事具有任何政治性目的之宣傳或違背現行大陸政策或政府法令”。台北市市长柯文哲在出席文化局共融式公园启用典礼后受访时表示，认为陆委会不太可能完全禁止中国大陆广告商在台湾刊登广告，但要平等，即“你要在这里登广告，我们台湾也可以去大陆登广告”。而上海华东师范大学两岸交流与区域发展研究所副所长包承柯对陆委会的做法表示疑虑：“这如何解释其中有政治性？陆委会有些多虑了”，以暗示民进党领导下的政府“想要割断两岸联系”。北京联合大学台研院副院长李振广接受媒体采访时表示，近年来两岸关系趋冷，央视在台湾投放广告则是令两岸关系再次升温，以“希望更多台湾人了解并理解大陆”，是“和缓两岸的举措”。中华战略学会研究员张竞指出，央视在台湾刊播宣传片“反映台湾社会成熟度与自信心，大陆方面也在观察台湾的反应强度与舆论走向”。《环球时报》总编辑胡锡进发表社论称：“在大陆力量已经将台湾‘包围’的情况下，‘台独’越挣扎，实际造成的大陆影响空间就将越大。”并称，“岁数还年轻的‘台独’分子要注意了，他们当中的罪大恶极者会有一天在北京接受审判，作为战犯在大陆监狱里度过余生。”